# Thomas Henry Espinell Compton Espin
Thomas Henry Espinell Compton Espin (* 28. Mai 1858 in Birmingham; † 2. Dezember 1934) war ein britischer Astronom.

## Leben
Espins astronomisches Interesse wurde schon während seiner Schulzeit (1872–1876) durch das Erscheinen eines Kometen (C/1874 H1 (Coggia)) geweckt. An der University of Oxford, wo er seinen Abschluss machte, entdeckte er mit einem Refraktor-Teleskop seinen ersten Doppelstern, was ihm durch Professor Charles Pritchard die Erlaubnis einbrachte, das Teleskop des Universitätsobservatoriums zu benutzen. Als Kurator in Wolsingham, wo sein Vater Rektor war, erwarb ein 17¼ inch Reflektor-Teleskop, mit dem er den Nordhimmel durchforstete. Espin entdeckte ca. 3800 rote Sterne, viele Nebel und über 30 Veränderliche. Eine systematische Suche nach Doppelsternen mit einer scheinbaren Helligkeit oberhalb von 9,5 mag begann er 1899. Erst 1932 musste er auf Grund gesundheitlicher Probleme die aktive Beobachtung einstellen, bis dahin hatte 2575 Doppelsterne entdeckt.

## Auszeichnungen
Espin wurde 1878 Fellow der Royal Astronomical Society, 1913 erhielt er für seine Entdeckung von Nova Lacertae 1910 die Jackson-Gwilt-Medaille der Society.
Er war Mitglied der Doppelsternkommission der Internationalen Astronomischen Union seit Gründung der Kommission.
Der Mondkrater Espin wurde 1970 offiziell von der Internationalen Astronomische Union ist nach Thomas Henry Espinell Compton Espin benannt.